# Список умерших в 1211 году

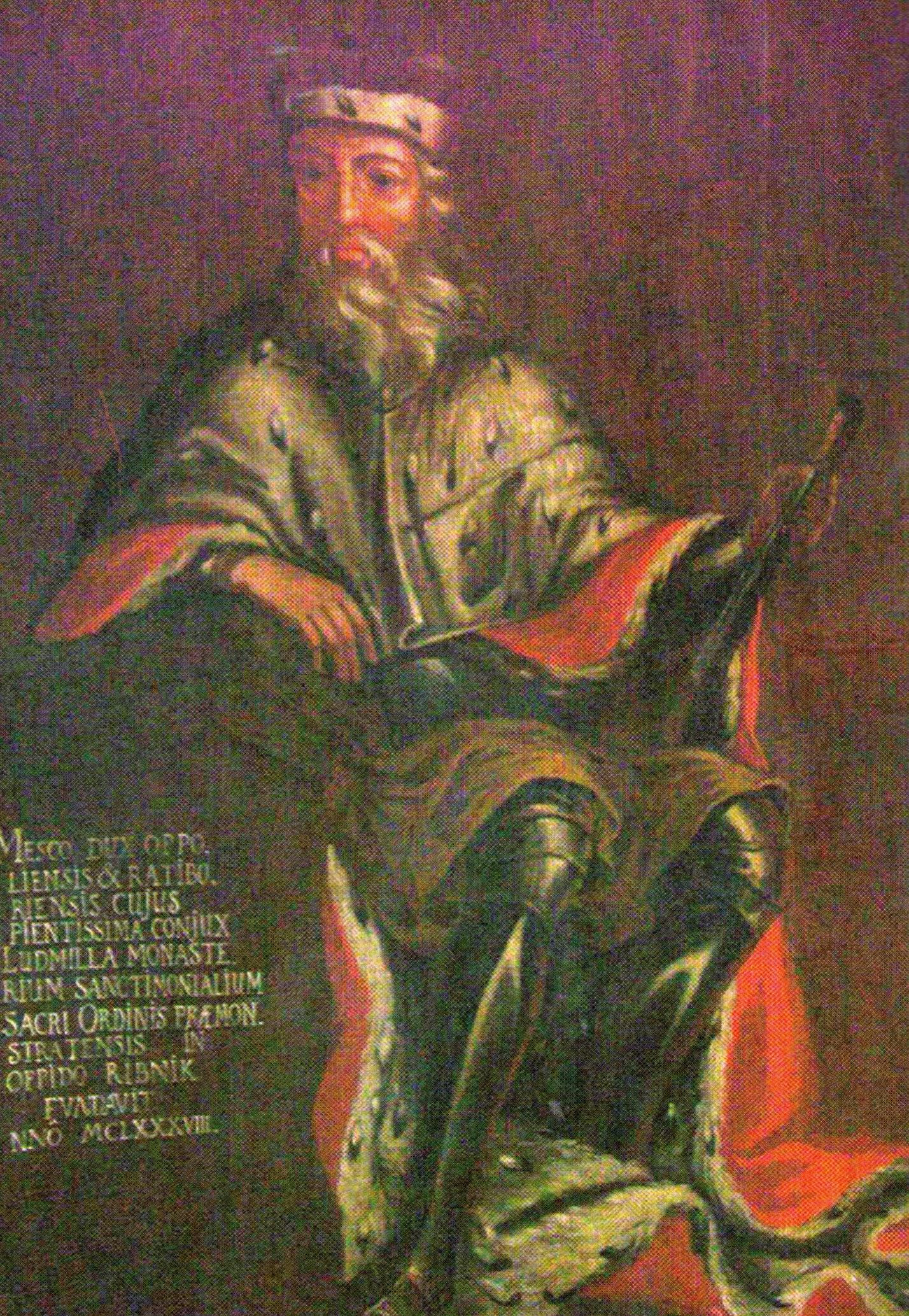
Мешко I Плясоногий

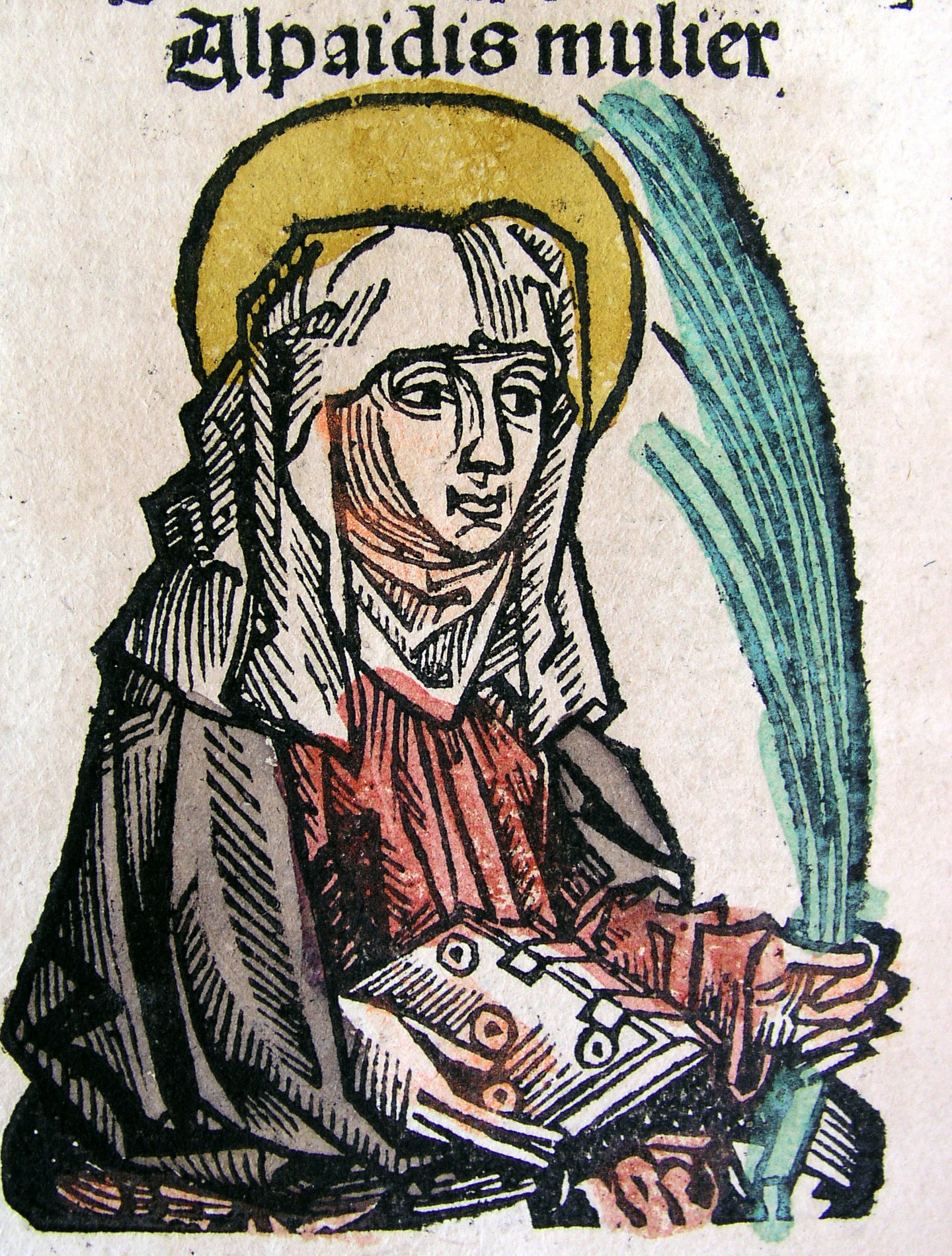
Альпаис из Кюдо

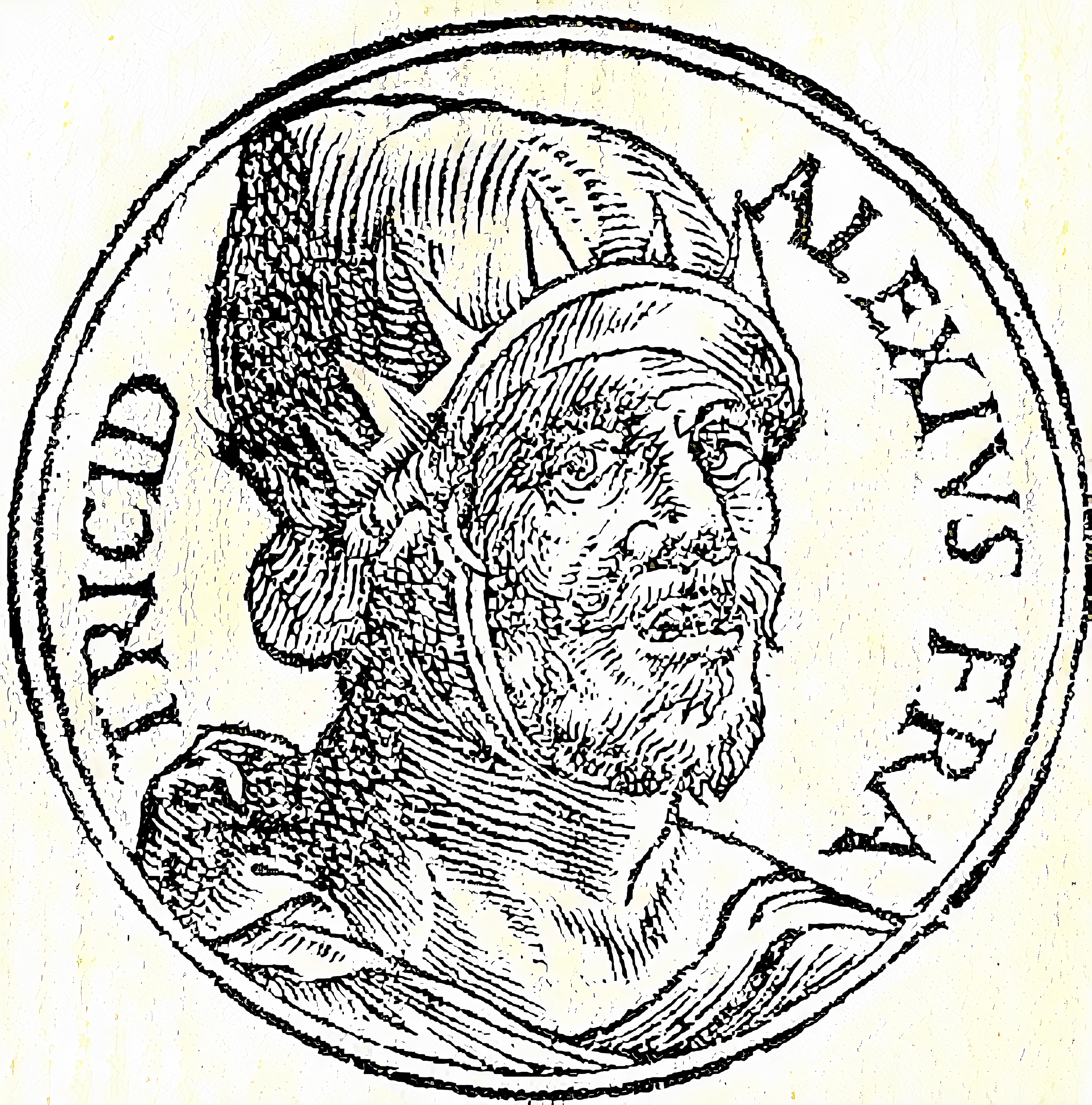
Алексей III Ангел

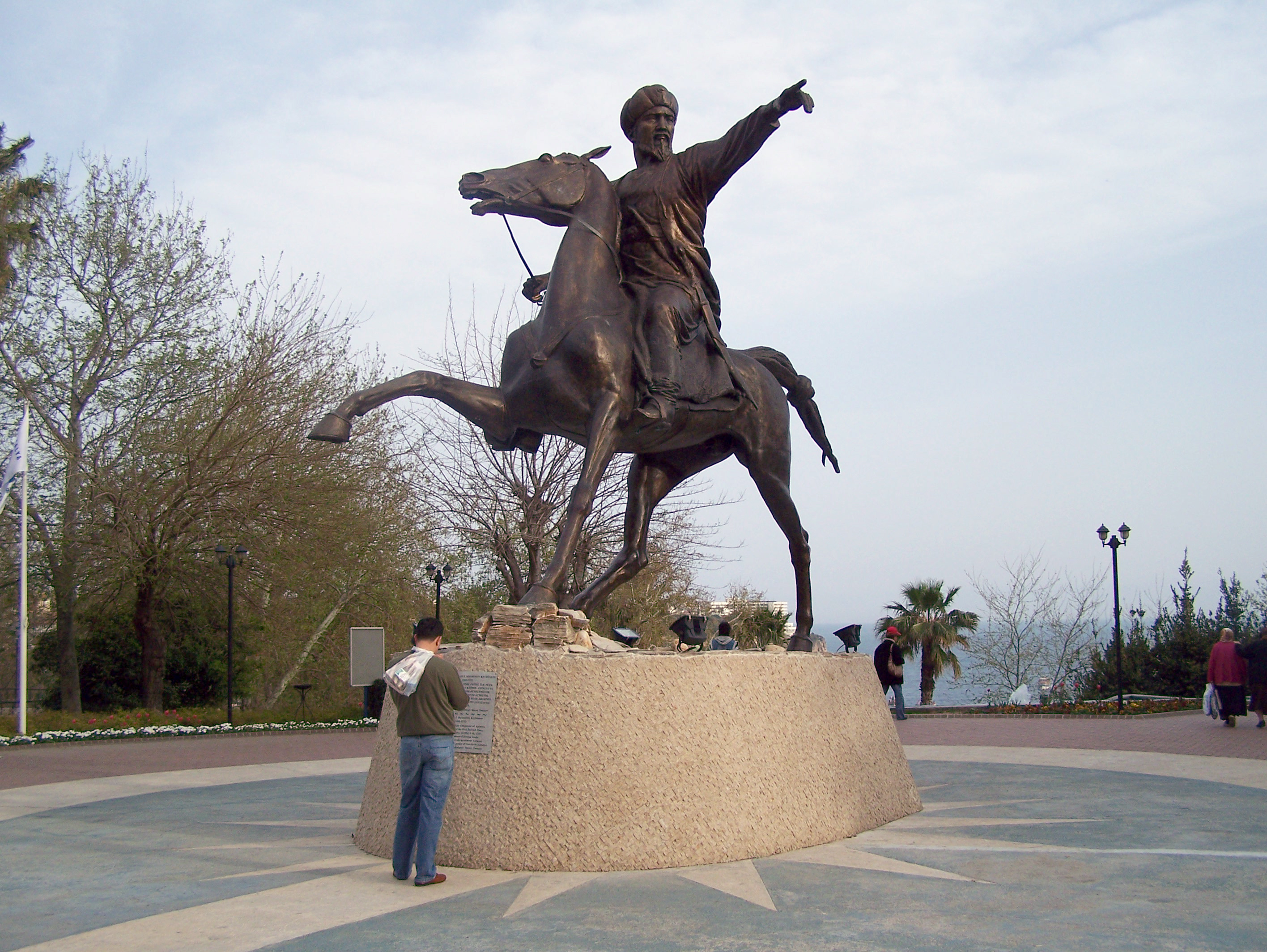
Кей-Хосров I

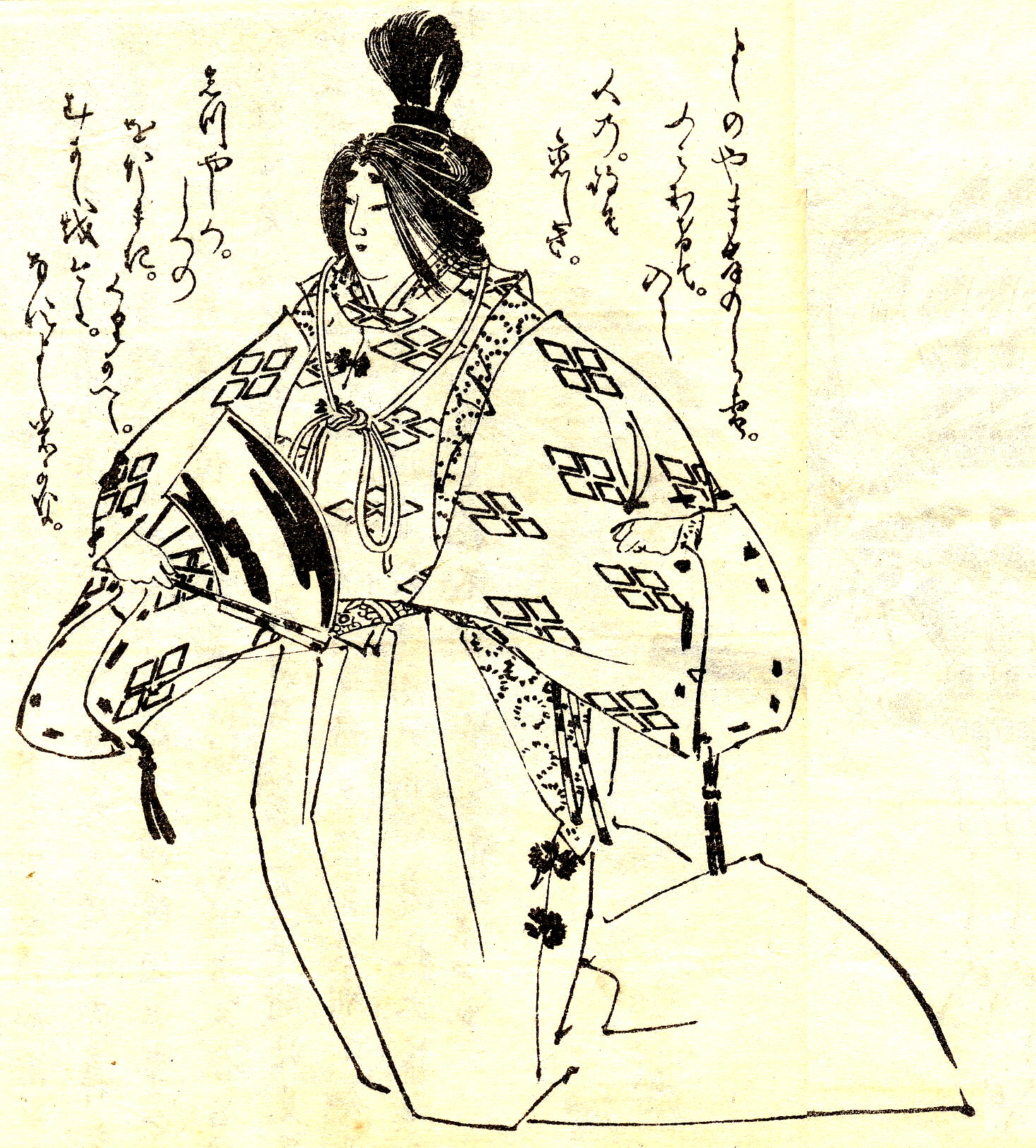
Сидзука Годзэн

В этой статье представлен список известных людей, умерших в 1211 году.
См. также: Категория:Умершие в 1211 году

## Февраль
- 2 февраля — Адельгейда Мейсенская — последняя графиня-консорт Чехии (1192—1193, 1197—1198), королева-консорт Чехии (1198—1199), жена Пржемысла Отакара I

## Март
- 13 марта — Пировано, Умберто IV да — Архиепископ Милана (1206—1211)
- 14 марта — Пьетро Галлоциа — кардинал-дьякон São Nicolau no Cárcere (1188—1190), кардинал-епископ Порто-Санта Руфина (1190—1211), декан коллегии кардиналов (1206—1211)

## Май
- 3 мая:
  - Аймери де Монреаль, южно-французский дворянин;
  - Герода де Лавор, легендарная фигура сопротивления завоевателям-крестносцам во время крестового похода против альбигойцев.
- 16 мая — Мешко I Плясоногий — князь Силезский (1163—1172/1173), князь Рацибужский с 1173 года, князь Опольский с 1202 года, Князь Польши (Кракова) (1210—1211)
- 30 мая — Карелли, Грегорио — кардинал-дьякон Сан-Джорджио-ин-Велабро (1190—1211).

## Июнь
- Арам-шах — султан Делийского султаната из мамлюкской династии (1210—1211).

## Июль
- Томаззо Морозини — первый католический патриарх Константинополя (1204—1211)

## Август
- 9 августа — Уильям де Браоз, английский военный и государственный деятель, 4-й лорд Брамбер (1181/1182—1207), барон Абергавенни, лорд Раднора, Бильта и Брекона, лорд Гоуэра (с 1203); лорд Лимерика (с 1201), лорд Гламоргана, Уайта, Скенфрита и Гросмонта; шериф Херефордшира и юстициарий Глостершира (с 1206); активный участник нормандской экспансии в Уэльсе.
- Нарапатиситу[англ.] — царь Пагана (1173—1211)

## Сентябрь
- 2 сентября — Хуан де Таразона[исп.] — епископ Памплоны (1205—1211)
- 7 сентября — Евстафий[фр.] — аббат Сен-Жерме-де-Фли, святой римско-католической церкви.

## Октябрь
- 14 октября — Фердинанд Кастильский (21) — сын и наследник короля Кастилии Альфонсо VIII, умер раньше отца.

## Ноябрь
- 3 ноября — Альпаис из Кюдо[англ.] — святая римско-католической церкви[1].
- 29 ноября — Йонссон, Пауль — епископ Исландии (Скалхольта) (1195—1211)

## Декабрь
- 8 декабря — Аделаида Польская[англ.] — польская принцесса, дочь Казимира II

## Дата неизвестна или требует уточнения
- Алахуш-Дигитхури,правитель онгутов, сподвижник Чингисхана.
- Алексей III Ангел — Византийский император (1195—1203)
- Гаваудан — провансальский трубадур
- Генрих[англ.] — мормэр Атолла (1190-е—1211)
- Дабрелис — правитель Южной Турайды (1206—1211)
- Евдокия Ангелина Комнина — младшая дочь византийского императора Алексея III, княгиня-консорт Сербии (1196—1198), жена Стефана II Неманича
- Ефросинья Дукиня Каматира — императрица-консорт Византии (1195—1203), жена Алексея III Ангела
- Жан II[нем.] — граф Вандома (1202—1211)
- Жоселин Бракелондский — английский хронист
- Кей-Хосров I — Султан Рума (1192—1196, 1205—1211), погиб в битве в долине Меандра

- Мухаммед IV Богра-хан, последний хан Восточных Караханидов (c 1205).
- Роман Игоревич — Князь звенигородский (1206—1208, 1210—1211), Князь Галицкий (1208—1210, 1210—1211); казнён (повешен)
- Святослав Игоревич — князь волынский (1206—1208), князь перемышльский (1210—1211); казнён (повешен)
- Сидзука Годзэн — японская придворная танцовщица и любовница Минамото-но Ёсицунэ, героиня японской литературы.
- Сян-цзун — император Си Ся (1206—1211).
- Тэб-Тенгри, шаман из монгольского рода хонхотан; сподвижник и сводный брат Чингисхана.
- Уго I — юдекс Арбореи (1185—1211).
- Уильям III де Бошан из Элмли, феодальный барон Салварпа (с 1197).
- Уррака Португальская, королева Леона.
- Хубилай, монгольский полководец.
- Цангпа Гьярэ (Еше Дордже)[англ.] — первый Друкчен-ринпоче, духовный лидер школы Друкпа Кагью